# Мытный двор на Петроградской стороне
Мытный двор на Петроградской стороне — здание мытного двора на месте современной Мытнинской набережной. От него произошло название набережной.
Здание было построено в начале застройки этой части города, так как по описанию А. И. Богданова «ныне весьма ветх и весь развалился».
Во дворе здания была построена мазанковая таможня.
Рядом с ним была мытная пристань, здесь продавали глину и песок для печей, здесь же находились мясной и рыбный ряд.